# مولینو (فلوریدا)
مولینو (به انگلیسی: Molino) یک منطقهٔ مسکونی در ایالات متحده آمریکا است که در شهرستان اسکامبیا، فلوریدا واقع شده‌است. مولینو ۱۸٫۳ کیلومتر مربع مساحت و ۱٬۲۷۷ نفر جمعیت دارد و ۱۱ متر بالاتر از سطح دریا واقع شده‌است.